# Каспар Штангассінгер
Блаженний Каспар Штангассінгер (нім. Kaspar Stangassinger), ЧНІ (12 січня 1871, Берхтесґаден, Верхня Баварія — 26 вересня 1899, Гарс) — блаженний католицької церкви. Обряд беатифікації провів Папа Іван Павло II 24 квітня 1988 року.

## Життєпис

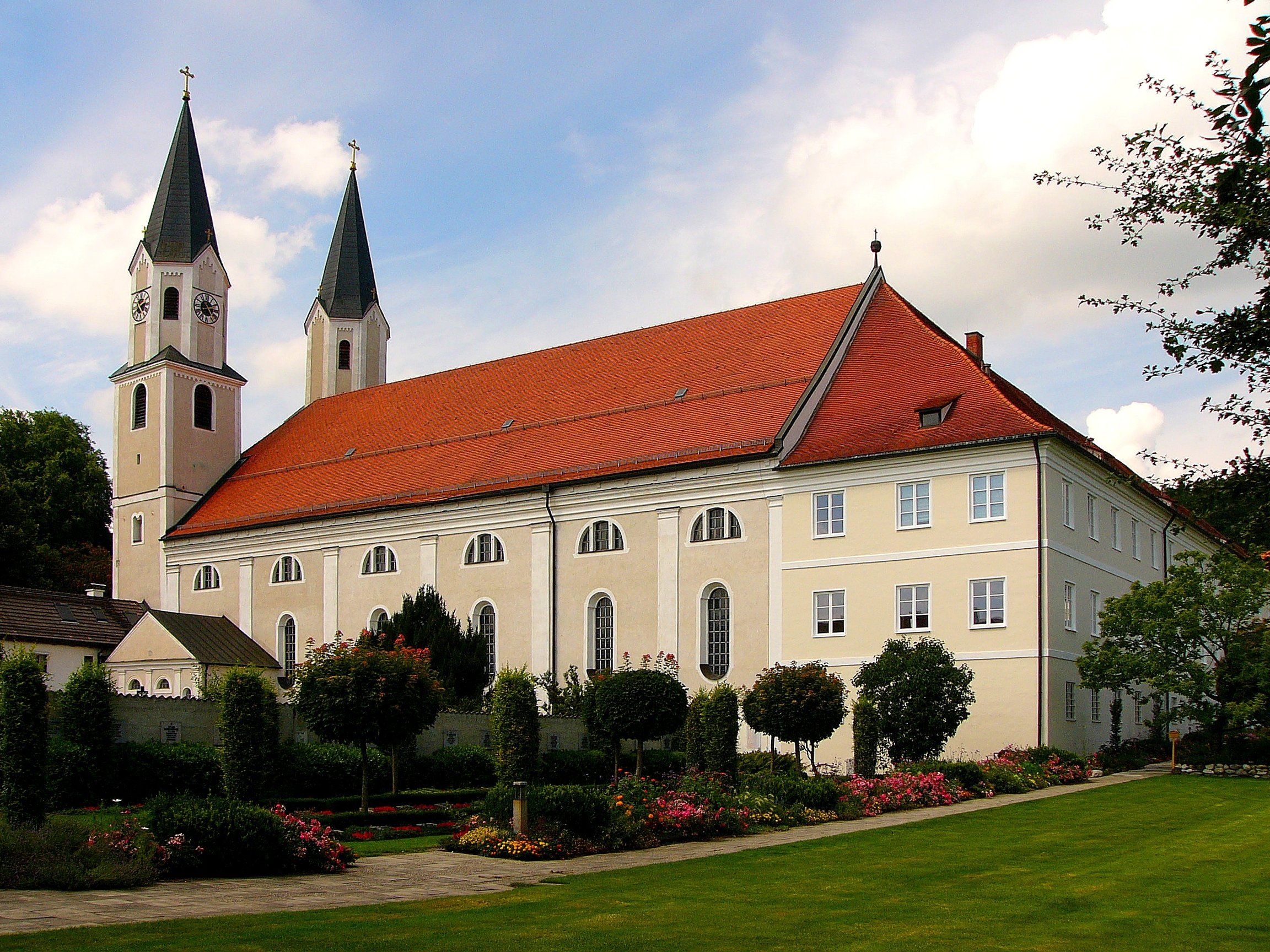
Монастир редемптористів в Гарсі. Церква успіння Богородиці

Каспар Штангассінгер народився у 1871 році у Берхтесґадені на півдні Німеччини. В сім'ї Штанггассінгера було шістнадцять дітей, Каспар був другим. Його батько був усіма шанованим фермером і власником кам'яного кар'єру.
З дитячих літ Каспар бажав стати священником. Ще будучи дитиною, він молився за своє священниче покликання, часто «проповідував» короткі проповіді перед своїми братами і сестрами, а також очолював процесії до каплички в горах, яка знаходилася недалеко від їхнього дому.
Коли Каспарові виповнилося десять років, він поїхав у школу в Фрайзінг на навчання. Батько казав йому, що якщо він не здасть екзаменів, то буде змушений залишити школу. З сильним бажанням, великою посвятою і відданістю молитві Каспар постійно досягав успіхів. Під час канікул навколо нього часто збиралася група хлопців, яких він заохочував до християнського життя, формував з них спільноту і був їхнім лідером. Ці групи щодня ходили на Святу літургію, часто організовували різні подорожі та прощі. Одного дня під час подорожі у гори, ризикуючи своїм життям, Каспар врятував одного з хлопців.
У 1890 році Каспар вступив на богословські студії до єпархіальної семінарії Мюнхена і Фрайзінга. Щоб краще пізнати Божу волю, він добровільно і неухильно дотримувався молитовного розпорядку. Дуже скоро зрозумів, що Бог покликав його до монашого життя; вирішив приєднатися до спільноти редемптористів після того, як відвідав один з їхніх монастирів.
У 1892 році, проти волі батька, вступив до новіціату редемптористів у Гарсі, а в 1895 році його висвятили на священника у Регенсбурзі. Каспар Штангассінгер вступив до Згромадження Найсвятішого Відкупителя з великим бажанням бути місіонарем. Однак його призначили соцієм у малій семінарії в Дурнберзі неподалік Галлайна для формування майбутніх місіонарів. Каспар, який сумлінно дотримувався обіту послуху та жив ним, повністю присвятив себе цій праці.
Кожного тижня він проводив двадцять вісім годин у класах, навчаючи хлопців, і завжди був відкритий для них. Він ніколи не відмовлявся від недільної праці у церквах сусідніх сіл, особливо, коли потрібно було проповідувати. Дякуючи такому стилю життя, о. Каспар завжди був відкритий для всіх і розумів потреби кожного, а особливо студентів, які бачили в ньому більше друга, ніж настоятеля. Правила виховання в навчальних закладах були у той час дуже суворими, але о. Каспар ніколи не поводився різко, і якщо інколи зрозумів когось неправильно, то одразу ж перепрошував.
У 1899 році редемптористи відкрили нову семінарію у Гарсі, і о. Штангассінгер став її ректором. У той час йому було двадцять вісім років. Він встиг лише провести реколекції для студентів — через тяжку хворобу (запалення очеревини), 26 вересня помер.

## Вшанування

### Беатифікація
У 1930 році його тіло було перевезене до церкви Успіння Богородиці у Гарсі й тоді ж розпочато процес беатифікації. Папа Іван Павло II 24 квітня 1988 року проголосив отця Каспара Штангассінгера блаженним.

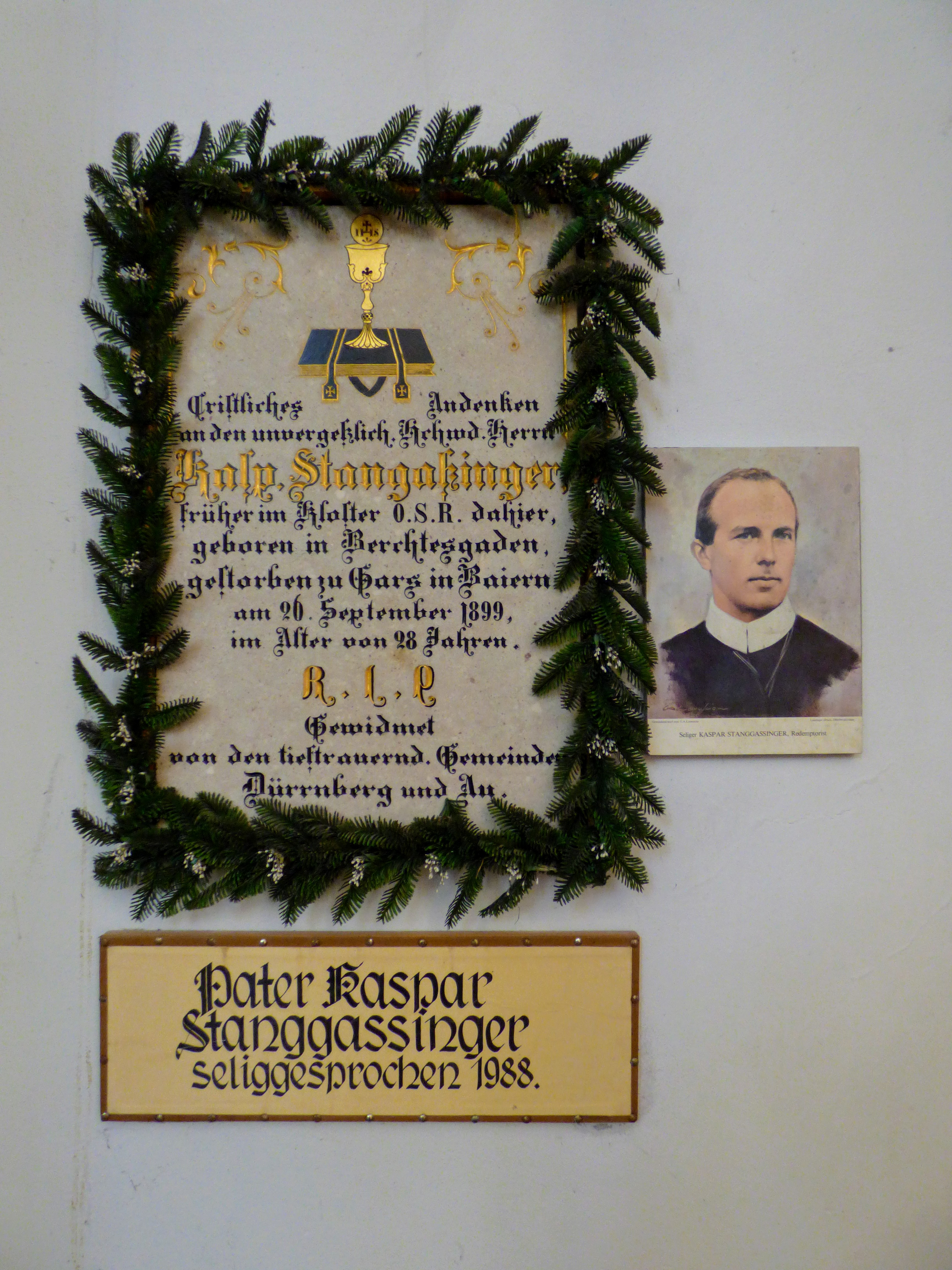
Пам'ятна дошка у церкві в Дюрнберґу